# Étienne de Suisy

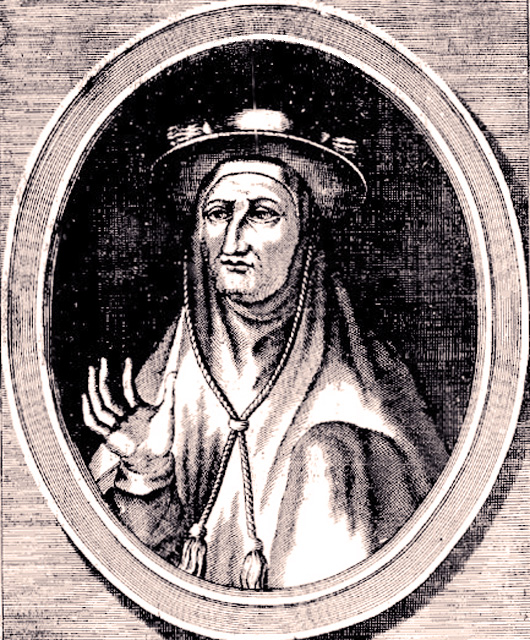
Kardinal Etienne de Suisy

Étienne de Suisy (auch Suissy, Suizy und Suzy; * in Suisy bei Laon, Frankreich; † 10. Dezember 1311 in Vienne) war ein Kardinal der Römischen Kirche.
Im Januar 1290 erscheint er als Garde des sceaux und wird im Februar desselben Jahres als Vizekanzler des Königs von Frankreich genannt. Von 1302 bis 1304 war er Kanzler des französischen Königs. De Suisy war Erzdiakon von Brügge in der Diözese Tournai, daher nannte man ihn den Erzdiakon von Flandern. Im Jahr 1300 wurde er zum Bischof von Tournai gewählt, die Wahl wurde jedoch nie vom Papst bestätigt. 1302 war er Teilnehmer einer Generalversammlung des französischen Klerus in Paris.
Im Konsistorium vom 15. Dezember 1305 erhob Papst Clemens V., sein Onkel, ihn auf Betreiben Philipps des Schönen zum Kardinalpriester der Titelkirche San Ciriaco alle Terme. Étienne de Suisy war zusammen mit Thomas Jorz, Béranger Frédol der Ältere, Landolfo Brancacci und Pietro Colonna einer der fünf Kardinäle, die von 1307 bis 1310 Untersuchungen gegen die Mitglieder des Templerordens und dessen Großmeister Jacques de Molay führten. Von ihm wird berichtet, dass er die unter Folter erpressten Geständnisse nicht anerkannte und einen Widerruf durch die Beschuldigten zuließ. Von 1310 bis 1311 war er Kämmerer des Heiligen Kardinalskollegiums.
Étienne de Suisy starb in Vienne und wurde in der Klosterkirche der Benediktinerabtei von Laon beigesetzt.